# Erik Cadée
Erik Cadée ('s-Hertogenbosch, 15 febbraio 1984) è un discobolo olandese.

## Biografia

### Gli inizi (1996-2003)
Cadée si avvicinò molto precocemente all'atletica e, già dall'età di 12 anni, si iscrisse alla società Prins Hendrik.
Cinque anni dopo, nel 2001, fece il suo debutto internazionale al Festival olimpico della gioventù europea dove concluse secondo nel lancio del disco.
L'anno successivo partecipò ai Campionati mondiali juniores a Kingston dove però non riuscì ad andare oltre alla ventiduesima posizione con un lancio a 52,95 m.
Nel 2003 ottenne il suo primo successo internazionale con la vittoria del titolo europeo juniores a Tampere. In quell'occasione riuscì a vincere con la misura di 60,42 m.

### Le prime esperienze internazionali (2004-2008)
Il 2004 è stato per lui l'anno della transizione che lo portò a fronteggiare atleti della categoria assoluta.
Proprio in questo periodo iniziò a gareggiare con Rutger Smith atleta di livello internazionale che, anno dopo anno, non gli permise di conquistare alcun titolo nazionale.
Nel 2005 raggiunse un'altra importante finale con il quinto posto ai Campionati europei under 23 di Erfurt con un lancio a 59,45 m.
Negli anni poco a poco riuscì a migliorare le sue prestazioni raggiungendo, nel 2007, la misura di 62,68.
Lo stesso anno partecipò ai mondiali di Osaka dove però concluse soltanto ventitreesimo con 59,97 m.
Nel 2008 dovette rinunciare alle Olimpiadi di Pechino visto che in stagione non riuscì a raggiungere il minimo di partecipazione a questa manifestazione.

### L'affermazione internazionale (2009-oggi)

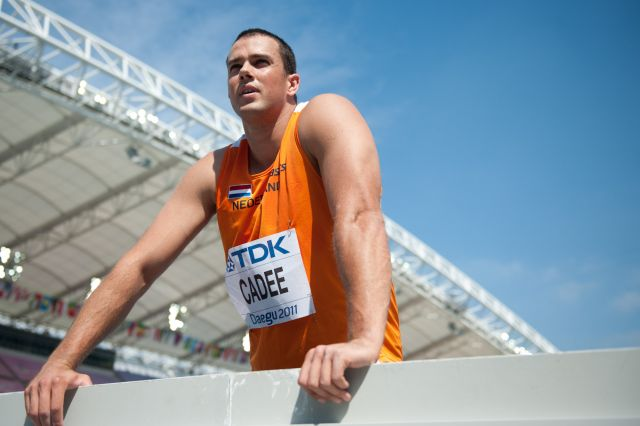
Erik Cadée durante i Campionati mondiali di Taegu 2011.

Nel 2009, anche grazie ai problemi fisici di Rutger Smith che lo costrinsero ad un lungo stop dalle competizioni, riuscì a conquistare il suo primo titolo nazionale indoor nella disciplina del getto del peso.
Nella stagione all'aperto riuscì a migliorarsi nettamente anche nel lancio del disco dove raggiunse la misura di 65,61 m durante una gara negli Stati Uniti, a Chula Vista.
Grazie a questo convincente risultato, nel mese di agosto, prese parte ai mondiali di Berlino dove però, ancora una volta, non riuscì a superare il turno di qualificazione.
L'anno successivo, dopo aver migliorato ulteriormente il suo primato personale raggiungendo la misura di 66,20, riuscì a conquistare il suo primo titolo nazionale nel lancio del disco.
Poco dopo prese parte agli europei di Barcellona 2010 dove riuscì a raggiungere, per la prima volta, una finale in una manifestazione a livello assoluto.
Sceso in pedana per la finale concluse la gara senza misura in virtù dei suoi tre lanci nulli sui tre disponibili.
La stagione 2011, dopo il secondo posto colto in Coppa Europa invernale di lanci, vide un ulteriore miglioramento delle sue prestazioni fino al 66,95 ottenuto il 28 aprile a Chula Vista.
In questo periodo riuscì a distinguersi con varie prestazioni di livello in diversi meeting internazionali come ad esempio agli FBK-Games o al Rabat Meeting International Mohammed VI.
Il 31 luglio ai campionati nazionali non riuscì a vincere il titolo, battuto ancora una volta dal connazionale Rutger Smith rientrato da poco alle competizioni.
Nel mese di agosto partecipò ai mondiali di Taegu, ma non riuscì ad andare oltre al ventesimo posto con un lancio a 61,62 m, mancando l'accesso alla finale.
Il 12 agosto 2014 conclude tredicesimo ai campionati europei di Zurigo con la misura di 61,18 metri.

## Progressione

### Lancio del disco outdoor
| Stagione | Risultato | Luogo        | Data      | Rank. Mond. |
| -------- | --------- | ------------ | --------- | ----------- |
| 2014     | 65,24 m   | Leiria       | 3-8-2014  | 22º         |
| 2013     | 65,92 m   | Vught        | 13-9-2013 | 13º         |
| 2012     | 67,30 m   | Hoorn        | 12-5-2012 | 12º         |
| 2011     | 66,95 m   | Chula Vista  | 28-4-2011 | 12º         |
| 2010     | 66,20 m   | La Jolla     | 24-4-2010 | 15º         |
| 2009     | 65,61 m   | Chula Vista  | 28-4-2009 | 13º         |
| 2008     | 61,75 m   | Loughborough | 17-7-2008 | 78º         |
| 2007     | 62,68 m   | Eindhoven    | 14-7-2007 | 48º         |
| 2006     | 61,36 m   | Eindhoven    | 15-7-2006 | 56º         |
| 2005     | 60,27 m   | Amsterdam    | 10-7-2005 | 85º         |
| 2004     | 56,59 m   | Amsterdam    | 16-4-2004 | 179º        |
| 2003     | 54,05 m   | Amsterdam    | 15-6-2003 | 280º        |
| 2002     | 50,63 m   | Breda        | 15-6-2002 | 514º        |

### Lancio del disco indoor
| Stagione | Risultato | Luogo    | Data      | Rank. Mond. |
| -------- | --------- | -------- | --------- | ----------- |
| 2014     | 59,57 m   | Berlino  | 1-3-2014  | 8º          |
| 2012     | 62,34 m   | Växjö    | 10-3-2012 | 3º          |
| 2011     | 62,42 m   | Växjö    | 12-3-2011 | 3º          |
| 2010     | 59,21 m   | Växjö    | 27-3-2010 | 6º          |
| 2009     | 60,37 m   | Växjö    | 22-3-2009 | 4º          |
| 2008     | 55,89 m   | Korsholm | 18-2-2008 | 12º         |

### Getto del peso outdoor
| Stagione | Risultato | Luogo       | Data      | Rank. Mond. |
| -------- | --------- | ----------- | --------- | ----------- |
| 2011     | 17,58 m   | Weert       | 18-9-2011 | -           |
| 2010     | 16,09 m   | Leida       | 6-6-2010  | 699º        |
| 2009     | 17,70 m   | La Jolla    | 12-5-2009 | 279º        |
| 2008     | 16,90 m   | Amsterdam   | 2-8-2008  | 457º        |
| 2005     | 16,04 m   | Tessenderlo | 20-8-2005 | 602º        |

### Getto del peso indoor
| Stagione | Risultato | Luogo     | Data      | Rank. Mond. |
| -------- | --------- | --------- | --------- | ----------- |
| 2011     | 17,19 m   | Apeldoorn | 13-2-2011 | 254º        |
| 2009     | 18,99 m   | Apeldoorn | 15-2-2009 | 61º         |
| 2008     | 17,02 m   | Gand      | 16-2-2008 | 269º        |
| 2005     | 17,45 m   | Gand      | 19-2-2005 | 190º        |
| 2004     | 17,47 m   | Gand      | 21-2-2004 | 183º        |

## Palmarès
| Anno | Manifestazione    | Sede       | Evento           | Risultato      | Misura  | Note |
| ---- | ----------------- | ---------- | ---------------- | -------------- | ------- | ---- |
| 2002 | Mondiali juniores | Kingston   | Lancio del disco | Qualificazione | 52,95 m |      |
| 2003 | Europei juniores  | Tampere    | Lancio del disco | Oro            | 60,42 m |      |
| 2005 | Europei under 23  | Erfurt     | Lancio del disco | 5º             | 59,45 m |      |
| 2007 | Mondiali          | Osaka      | Lancio del disco | 23º (q)        | 59,98 m |      |
| 2009 | Mondiali          | Berlino    | Lancio del disco | 19º (q)        | 60,64 m |      |
| 2010 | Europei           | Barcellona | Lancio del disco | Finale         | nm      |      |
| 2011 | Mondiali          | Taegu      | Lancio del disco | 19º (q)        | 61,62 m |      |
| 2012 | Europei           | Helsinki   | Lancio del disco | 10º            | 60,58 m |      |
| 2012 | Olimpiadi         | Londra     | Lancio del disco | 10º            | 62,78 m |      |
| 2013 | Mondiali          | Mosca      | Lancio del disco | 14º (q)        | 62,14 m |      |
| 2014 | Europei           | Zurigo     | Lancio del disco | 13º (q)        | 61,18 m |      |
| 2016 | Europei           | Amsterdam  | Lancio del disco | 17º (q)        | 61,93 m |      |
| 2017 | Mondiali          | Londra     | Lancio del disco | 25º (q)        | 58,90 m |      |
| 2018 | Europei           | Berlino    | Lancio del disco | 22º (q)        | 57,97 m |      |

## Campionati nazionali

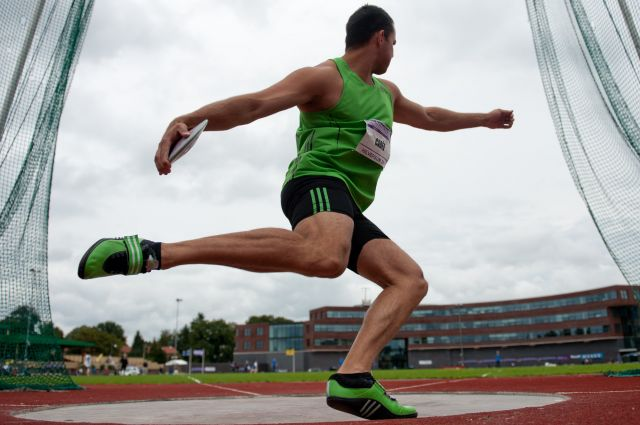
Erik Cadée agli Arena Games 2011.

- 4 volte campione nazionale nel lancio del disco (2010, 2012/2014)
- 1 volta nel getto del peso indoor (2009)

2004
- Bronzo ai Campionati nazionali olandesi indoor, getto del peso - 17,47 m
- 6º ai Campionati nazionali olandesi, lancio del disco - 52,74 m

2005
- Argento ai Campionati nazionali olandesi indoor, getto del peso - 17,45 m
- Argento ai Campionati nazionali olandesi, lancio del disco - 60,27 m

2006
- Argento ai Campionati nazionali olandesi, lancio del disco - 61,20 m

2007
- Argento ai Campionati nazionali olandesi, lancio del disco - 59,85 m

2008
- 7º ai Campionati nazionali olandesi indoor, getto del peso - 17,02 m
- Argento ai Campionati nazionali olandesi, lancio del disco - 59,87 m

2009
- Oro ai Campionati nazionali olandesi indoor, getto del peso - 18,99 m

2010
- Oro ai Campionati nazionali olandesi, lancio del disco - 63,18 m

2011
- 5º ai Campionati nazionali olandesi indoor, getto del peso - 17,19 m
- Argento ai Campionati nazionali olandesi, lancio del disco - 63,06 m

2012
- Oro ai Campionati nazionali olandesi, lancio del disco - 63,14 m

2013
- Oro ai Campionati nazionali olandesi, lancio del disco - 65,61 m

2014
- Oro ai Campionati nazionali olandesi, lancio del disco - 62,72 m

## Altre competizioni internazionali
2005
- 10º agli FBK Games ( Hengelo), lancio del disco - 56,35 m
- Argento in Coppa Europa (First League) ( Leiria), lancio del disco - 59,20 m
- Argento agli Arena Games ( Hilversum), lancio del disco - 59,28 m

2006
- Oro agli FBK Games ( Hengelo), lancio del disco - 57,22 m

2007
- Oro agli FBK Games ( Hengelo), lancio del disco - 60,12 m
- 8º al Meeting de Atletismo Madrid ( Madrid), lancio del disco - 59,99 m

2008
- 10º in Coppa Europa invernale di lanci ( Spalato), lancio del disco - 59,01 m

2009
- Bronzo in Coppa Europa invernale di lanci ( Los Realejos), lancio del disco - 61,89 m
- 6º agli Europei a squadre (First League) ( Bergen), lancio del disco - 57,67 m
- 8º al Meeting de Atletismo Madrid ( Madrid), lancio del disco - 59,80 m

2010
- 7º in Coppa Europa invernale di lanci ( Arles), lancio del disco - 60,57 m
- 6º agli FBK Games ( Hengelo), lancio del disco - 62,03 m
- Bronzo agli Europei a squadre (First League) ( Budapest), lancio del disco - 61,93 m

2011
- Argento in Coppa Europa invernale di lanci ( Sofia), lancio del disco - 62,15 m
- Oro al 2º OTC Thursday Invitational 2011 ( Chula Vista), lancio del disco - 66,95 m
- Argento agli FBK Games ( Hengelo), lancio del disco - 66,16 m
- Oro al Rabat Meeting International Mohammed VI ( Rabat), lancio del disco - 64,06 m
- 7º al ExxonMobil Bislett Games ( Oslo), lancio del disco - 61,84 m
- Oro al Gouden Spike ( Leida), lancio del disco - 62,01 m
- 6º agli Europei a squadre (First League) ( Smirne), lancio del disco - 59,46 m
- 4º al Dn Galan ( Stoccolma), lancio del disco - 63,21 m
- 7º all'Aviva London Grand Prix ( Londra), lancio del disco - 62,24 m
- 7º al Weltklasse Zürich ( Zurigo), lancio del disco - 62,86 m
- Oro agli Arena Games ( Hilversum), lancio del disco - 63,55 m
- 5º al Zagreb Meeting ( Zagabria), lancio del disco - 62,29 m
- 7º agli Ergo World Games ( Tallinn), lancio del disco - 59,40 m

2012
- Oro in Coppa Europa invernale di lanci ( Antivari), lancio del disco - 64,09 m
- Bronzo al OTC-Pre-Olympic Series ( La Jolla), lancio del disco - 66,10 m
- Oro al OTC-Pre-Olympic Series I ( La Jolla), lancio del disco - 66,80 m
- Argento al UC San Diego Triton Invitational ( La Jolla), lancio del disco - 65,92 m
- Oro al OTC-Pre-Olympic Series II ( San Diego), lancio del disco - 65,90 m
- Oro al Flynth Recordwedstrijden ( Hoorn), lancio del disco - 67,30 m
- Bronzo agli FBK Games ( Hengelo), lancio del disco - 65,49 m
- Argento al Gouden Spike ( Leida), lancio del disco - 61,51 m
- 4º all'Aviva London Grand Prix ( Londra), lancio del disco - 63,31 m
- 6º al Athletissima ( Losanna), lancio del disco - 63,83 m
- 6º al Meeting ISTAF ( Berlino), lancio del disco - 65,06 m
- Argento al Zagreb Meeting ( Zagabria), lancio del disco - 65,67 m
- 4º all'Memorial Van Damme ( Bruxelles), lancio del disco - 65,48 m

2013
- Bronzo in Coppa Europa invernale di lanci ( Castellón de la Plana), lancio del disco - 64,38 m
- Oro al Ter Specke Bokaal ( Lisse), lancio del disco - 59,76 m
- 4º al Shanghai Golden Grand Prix 2013 ( Shanghai), lancio del disco - 62,40 m
- 4º agli FBK Games ( Hengelo), lancio del disco - 64,48 m
- Oro al Gouden Spike ( Leida), lancio del disco - 64,27 m
- 5º ai Bislett Games ( Oslo), lancio del disco - 63,73 m
- 5º agli Europei a squadre (First League) ( Dublino), lancio del disco - 58,96 m
- 7º al Meeting Areva ( Parigi), lancio del disco - 62,97 m
- 4º al Sainsbury’s Anniversary Games ( Londra), lancio del disco - 65,37 m
- 5º al Weltklasse Zürich ( Zurigo), lancio del disco - 63,81 m

2014
- Argento in Coppa Europa invernale di lanci ( Leiria), lancio del disco - 63,56 m
- 8º al Doha Diamond League ( Doha), lancio del disco - 61,11 m
- 11º all'IWC Meeting ( Hengelo), lancio del disco - 61,33 m
- 9º all'Adidas Grand Prix ( San Diego), lancio del disco - 61,25 m
- 4º agli Europei a squadre ( Braunschweig), lancio del disco - 62,72 m
- 4º all'Athletissima ( Losanna), lancio del disco - 64,61 m
- 10º al Memorial Van Damme ( Bruxelles), lancio del disco - 61,01 m

2015
- 8º in Coppa Europa invernale di lanci ( Leiria), lancio del disco - 62,30 m
- 8º al Shanghai Golden Grand Prix 2015 ( Shanghai), lancio del disco - 61,25 m
- Argento all'ExxonMobil Bislett Games ( Oslo), lancio del disco - 62,32 m
- Bronzo agli Europei a squadre (First League) ( Candia), lancio del disco - 60,88 m

2017
- 12º in Coppa Europa invernale di lanci ( Las Palmas), lancio del disco - 59,02 m